# Arlindo Gomes Furtado
Arlindo Gomes Furtado (nascut a Santa Catarina, el 4 d'octubre de 1949) és el bisbe de Santiago de Cap Verd des de 2009, i va ser el primer bisbe de Mindelo, entre 2004 i 2009. En ser nomenat cardenal pel Papa Francesc el 2015, va ser el primer capverdià a rebre aquesta distinció.

## Biografia
El bisbe Furtado realitzà els seus estudis teològics a Coimbra (Portugal), i tornà a Cap Verd on va ser ordenat prevere el 18 de juliol de 1976. El 14 de novembre de 2003, nomenat pel Papa Joan Pau II, esdevingué el primer bisbe de la nova diòcesi de Mindelo. Va ser consagrat el 22 de febrer de 2004, pel bisbe de Cap Verd Paulino do Livramento Évora, esdevenint el 34è bisbe capverdià. La diòcesi de Mindelo, d'acord amb el Servei Vaticà d'Informació (VIS), té una superfície de 2,230 km², una població de 166.000 persones, 149.230 d'elles catòliques, 19 preveres i 58 religiosos.
El 15 d'agost de 2009, el bisbe Furtado assumí el càrrec de bisbe de Santiago de Cap Verd, una de les seus més antigues d'Àfrica, en ser nomenat pel Papa Benet XVI el 22 de juliol d'aquell any.
El 4 de gener de 2015, el Papa Francesc anuncià que el promocionaria al Col·legi Cardenalici el 14 de febrer següent. El bisbe Furtado esdevingué el primer cardenal capverdià en un consistori on també es crearien els primers cardenals provinents de Tonga i de Myanmar. A la cerimònia va rebre el títol de cardenal prevere de San Timoteo.
A l'abril de 2015 va ser nomenat membre de la Congregació per a l'Evangelització dels Pobles i del Consell Pontifici Cor Unum. Ocuparà aquests càrrecs fins al seu 80è aniversari.